# Calopadiopsis
Calopadiopsis is een geslacht van korstmossen behorend tot de familie Byssolomataceae. De typesoort is Calopadiopsis tayabasensis.

## Soorten
Volgens Index Fungorum bevat het geslacht twee soorten (peildatum december 2021):
| Soortnaam                   | Auteur(s)                  | Publicatiejaar |
| --------------------------- | -------------------------- | -------------- |
| Calopadiopsis aeruginescens | Lücking                    | 2008           |
| Calopadiopsis tayabasensis  | (Vain.) Lücking & R. Sant. | 2002           |